# Mark Freier
Mark Freier (* Oktober 1967 in München) ist ein deutscher Grafiker und Autor.

## Leben
Bis 2002 als sein erstes Buchcover Jenseits des Hauses Usher für den Blitz-Verlag entstand, war Grafikdesign für Freier ein Hobby gewesen. 2004 schloss Freier eine Ausbildung zum Mediengestalter (Print) an der Mediadesign-Akademie München ab. Seither ist er als freiberuflicher Grafiker tätig. Buchcover, aber auch CD- und zuletzt großformatige Schallplattencover – z. B. die der Reihe Howard Phillips Lovecraft – Chroniken des Grauens (2020) – wurden seither von ihm bebildert.
Ein Großteil seiner Arbeiten entsteht im Bereich der Genres Krimi, Phantastik, Horror und Science-Fiction.
Freier war mehrfacher Gewinner des Vincent Preises in der Kategorie „Beste Horrorgrafik“. 2009 wurde er zudem als „bester Grafiker“ ausgezeichnet. Daneben erhielt er Nominierungen für weitere Preise. Für den Kurd-Laßwitz-Preis war er 2005 in der Kategorie „Beste Science-Fiction-Grafik“ nominiert; der Deutsche Phantastik Preis nominierte ihn seit 2006 sogar jährlich als „besten Grafiker“.
Mark Freier betätigt sich auch als Autor von Horrorstories. Er veröffentlichte vornehmlich in Anthologien wie Der dünne Mann oder Der ewig dunkle Träum.
Freier lebt in München.